# CERS3
CERS3 (англ. Ceramide synthase 3) – білок, який кодується однойменним геном, розташованим у людей на короткому плечі 15-ї хромосоми. Довжина поліпептидного ланцюга білка становить 383 амінокислот, а молекулярна маса — 46 316.
| 10         |  | 20         |  | 30         |  | 40         |  | 50         |
| ---------- |  | ---------- |  | ---------- |  | ---------- |  | ---------- |
| MFWTFKEWFW |  | LERFWLPPTI |  | KWSDLEDHDG |  | LVFVKPSHLY |  | VTIPYAFLLL |
| IIRRVFEKFV |  | ASPLAKSFGI |  | KETVRKVTPN |  | TVLENFFKHS |  | TRQPLQTDIY |
| GLAKKCNLTE |  | RQVERWFRSR |  | RNQERPSRLK |  | KFQEACWRFA |  | FYLMITVAGI |
| AFLYDKPWLY |  | DLWEVWNGYP |  | KQPLLPSQYW |  | YYILEMSFYW |  | SLLFRLGFDV |
| KRKDFLAHII |  | HHLAAISLMS |  | FSWCANYIRS |  | GTLVMIVHDV |  | ADIWLESAKM |
| FSYAGWTQTC |  | NTLFFIFSTI |  | FFISRLIVFP |  | FWILYCTLIL |  | PMYHLEPFFS |
| YIFLNLQLMI |  | LQVLHLYWGY |  | YILKMLNRCI |  | FMKSIQDVRS |  | DDEDYEEEEE |
| EEEEEATKGK |  | EMDCLKNGLR |  | AERHLIPNGQ |  | HGH        |  |            |

A: Аланін

C: Цистеїн

D: Аспарагінова кислота

E: Глутамінова кислота

F: Фенілаланін

G: Гліцин

H: Гістидин

I: Ізолейцин

K: Лізин

L: Лейцин

M: Метіонін

N: Аспарагін

P: Пролін

Q: Глутамін

R: Аргінін

S: Серин

T: Треонін

V: Валін

W: Триптофан

Кодований геном білок за функціями належить до трансфераз, фосфопротеїнів. 
Задіяний у таких біологічних процесах, як метаболізм ліпідів, біосинтез ліпідів. 
Білок має сайт для зв'язування з ДНК. 
Локалізований у ядрі, мембрані.